# Chiesa di Nostra Signora Assunta (Masone)
L'oratorio della Natività di Maria Santissima - già chiesa parrocchiale di Santa Maria Assunta - è un luogo di culto cattolico situato nel comune di Masone, in piazza Castello, nella città metropolitana di Genova. L'edificio, dal periodo di occupazione della seconda guerra mondiale, è sede l'Arciconfraternita Natività di Maria Santissima e San Carlo.
Esso infatti non presenta la tipica disposizione bifrontale degli oratori liguri: altare maggiore ad un estremo, seggi dei priori all'altro e banchi dei confratelli lateralmente (così era nel vecchio Oratorio della Natività di Maria Santissima e San Carlo), ma un adattamento ad oratorio della precedente parrocchiale.
Nelle vicinanze della chiesa si trova l'ex complesso conventuale degli agostiniani.

## Storia e descrizione

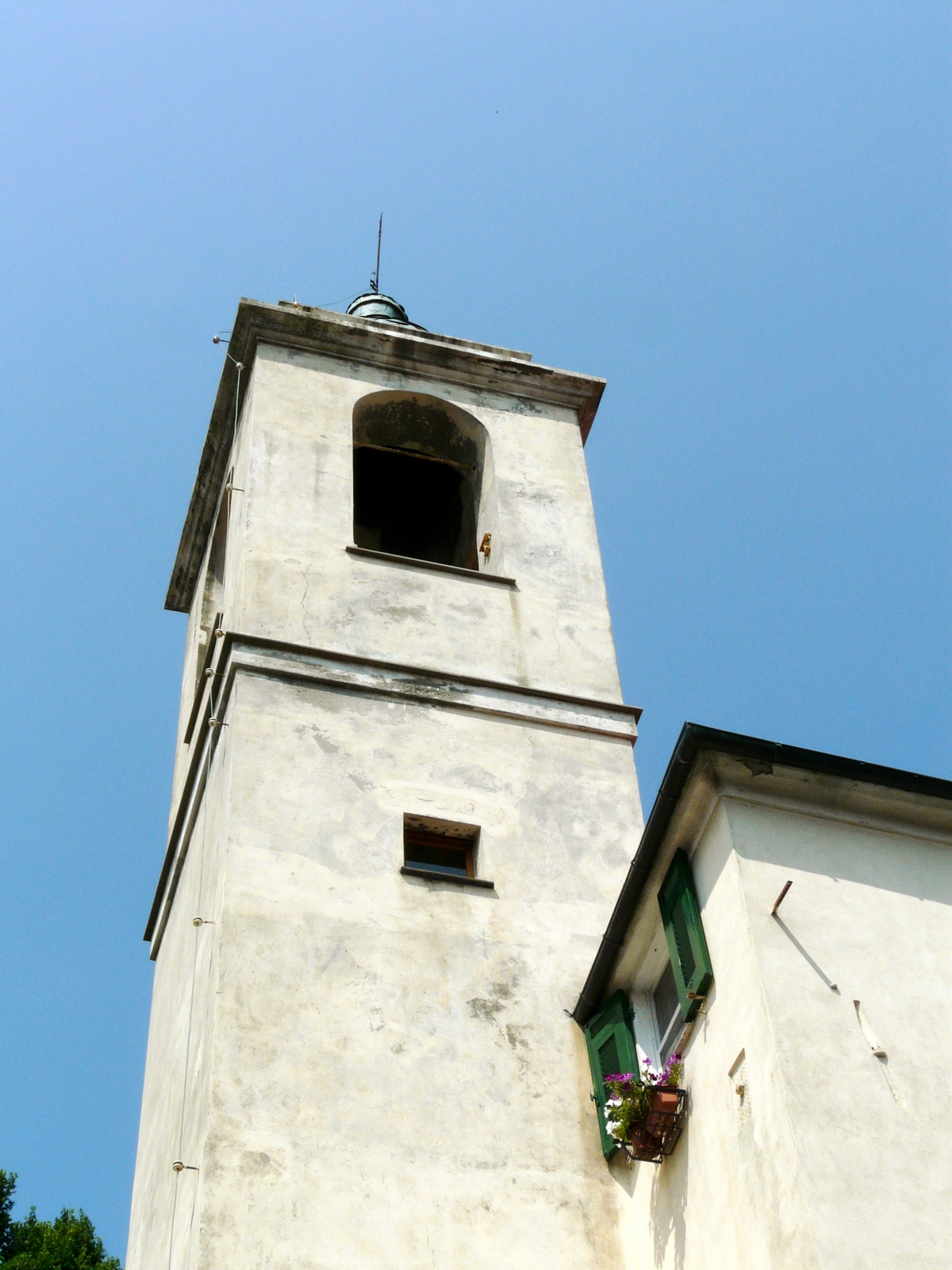
Il campanile del vecchio oratorio

L'edificio fu costruito tra il 1580 e il 1584 per volere del signore feudale - il doge della Repubblica di Genova, Lazzaro Grimaldi Cebà - riportando gravi danni strutturali durante la distruzione del castello locale nel 1747. L'ex parrocchiale di Nostra Signora Assunta fu riaperta al pubblico nel 1758 - dopo i necessari interventi di restauro da parte della marchesa - e officiata dagli Agostiniani fino al 1868. Subì altri lavori nel 1907 a seguito del rifacimento della facciata.
All'interno, ad unica navata, sono presenti pregiate decorazioni in stucco risalenti alla fine del XVIII secolo. Il coro ligneo fu scolpito nello stesso secolo in puro stile barocco, mentre l'altare maggiore in marmo policromo è stato realizzato nel 1769. Nella pala sopra l'altare marmoreo è raffigurata la Natività della Vergine Maria di scuola pittorica genovese.
Nel 1975 nuovi lavori conservativi hanno permesso la riscoperta e la ristrutturazione dell'antica cripta dove venivano sepolti i monaci, gli abitanti e i forestieri fino al 1817. Dislocata in tre locali aperti, si possono osservare i luoghi di sepoltura dei masonesi prima delle leggi napoleoniche, che vietavano appunto di avere aree cimiteriali sotto le chiese.
L'ambiente dapprima era diviso in cinque parti più tre (tuttora inaccessibili) per un totale di 8 botole sul pavimento della chiesa (due di queste ancora presenti nell'abside e nel coro). Ogni botola portava a una locale dedicato alle diverse sepolture: la stanza sotto il coro era dedicata ai frati; sotto l'altare era la sepoltura dei nobili; dalle altre botole anticamente situate nella navata della chiesa venivano sepolti uomini, bambini, donne, confratelli e consorelle dell'Arciconfraternita e forestieri. Nelle sale della cripta sono presenti reperti trovati assieme agli scheletri delle persone, in parte ancora visibili all'interno di speciali teche.
Nell'oratorio sono conservati i grandiosi crocifissi che vengono recati in processione dai confratelli, antichissima testimonianza di fede e tradizione presente su tutto il territorio ligure.
Questo luogo di culto è inoltre noto per la festa della Natività di Maria Santissima nel primo sabato di settembre e la domenica che lo segue. Particolarmente suggestiva è la processione del sabato con gli artistici crocefissi e la cassa di Maria Bambina, una delle più note e frequentate del Ponente. La domenica la santa Messa solenne della Natività di Maria è la celebrazione principale della giornata. Sulla piazza antistante, in questa occasione, viene allestita la secolare mostra fiera del bestiame e viene organizzata la tradizionale sagra.
Dal 29 agosto 2023 all'8 settembre 2024 la Penitenzieria apostolica, in occasione dei 450 anni del primo documento scritto attestante l'attività dell'Arciconfraternita, ha concesso l'Indulgenza Plenaria per i Vivi e per i defunti visitando l'Oratorio. L'Anno giubilare fu solennemente aperto dal Nunzio Apostolico Mons. Giacomo Guido Ottonello.